# Телефонний план нумерації Австрії
Телефонний план нумерації Австрії — діапазони телефонних номерів, що виділяються різним користувачам телефонній мережі загального користування у Австрії, Номери телефонів екстрених служб: спеціальні номери та інші особливості набору для здійснення телефонних викликів. Усі міжнародні номери користувачів цієї телефонної мережі мають загальний початок +43 - що називається префіксом або кодом.
Міжнародний код: +43

Префікс для здійснення міжнародних дзвінків: 00

Префікс внутрішніх дзвінків: 0

У Австрії не існує стандартної довжини абонентського номера, їх довжина може бути навіть менше 3 цифр. Великі міста мають коди з меншою кількістю цифр, що дозволяють використати бóльшее кількість цифр для абонентського номера в цій зоні.
| Телефон | Служба                                                                      |
| ------- | --------------------------------------------------------------------------- |
| 112     | Загальний номер екстрених служб                                             |
| 118 xxx | Довідкові номери                                                            |
| 122     | Пожежна служба                                                              |
| 133     | Поліція                                                                     |
| 140     | Рятувальники в горах                                                        |
| 144     | Швидка допомога                                                             |
| 147     | Гаряча лінія для дітей (Rat auf Draht)                                      |
| 15xx    | Служби загального інформування (наприклад, служба точного часу, і так далі) |

| Код   | Призначення                                      |
| ----- | ------------------------------------------------ |
| 01    | Відень                                           |
| 0316  | Грац                                             |
| 0463  | Клагенфурт                                       |
| 050x  | Віртуальна приватна мережа (VPN)                 |
| 0512  | Іннсбрук                                         |
| 0662  | Зальцбург                                        |
| 0650  | Мобільний код "Telering"                         |
| 0660  | Мобільний кодд "Hutchison 3G / 3"                |
| 0664  | Мобільний кодд "А1"                              |
| 0676  | Мобільний код "T-Mobile Austria"                 |
| 0677  | Мобільний код "HoT"                              |
| 0680  | Мобільний код "BoB"                              |
| 0681  | Мобільний код "yesss!"                           |
| 0688  | Мобільний код (Раніше — Tele2)                   |
| 0699  | Мобільний код (Раніше — Orange Austria и yesss!) |
| 0718  | Інтернет-номери dial-up                          |
| 0720  | Location independent landline numbers            |
| 0732  | Лінц                                             |
| 0780  | VoIP                                             |
| 0800  | Національний безкоштовний дзвінок                |
| 00800 | Международный бесплатный звонок                  |
| 0804  | Інтернет-номер                                   |
| 08xx  | Сервісні номери                                  |
| 09xx  | Послуги за додаткову плату                       |

Окремі номери можуть належати іншим мобільними операторам, незалежно від коду оператора, завдяки MNP

## Мобільні телефонні коди
| Оператор           | Оператор           | Код       |
| ------------------ | ------------------ | --------- |
| Hutchison Drei     | Hutchison Drei     | 660 и 699 |
| A1 Telekom Austria | A1 Telekom Austria | 664       |
| T-Mobile           | T-Mobile           | 676       |

Інші оператори "паразитують" на мобільних мережах вищеназваних компаній, являючись, фактично, віртуальними.
| Оператор | Мережа         | Код        |
| -------- | -------------- | ---------- |
| Telering | T-Mobile       | 650        |
| BoB      | A1             | 680        |
| yesss!   | A1             | 681 и 6998 |
| Eety     | Hutchison Drei | 665        |
| Tele2    | A1             | 688        |
| Vectone  | T-Mobile       | 688        |
| HoT      | T-Mobile       | 677        |
| Spusu    | Hutchison Drei | 670        |